# Matjaž Piškur
Matjaž Piškur, slovenski častnik, veteran vojne za Slovenijo.
Piškur je višji pripadnik (major) Slovenske vojske.

## Vojaška kariera
- poveljnik, 381. polkovno poveljstvo Slovenske vojske (2002)

## Odlikovanja in priznanja
- zlata medalja Slovenske vojske (1. junij 1993)
- bronasta medalja generala Maistra (24. oktober 2000)
- spominski znak Obranili domovino 1991 6. oktober 1999)